# Газовик (Донець)
«Газовик» — аматорський футбольний клуб із смт Донець Балаклійського району Харківської області. Віце-чемпіон Харківської області сезонів 2006 і 2007, третій призер чемпіонату області 1984 року. Володар Кубка Харківської області пам'яті М. Уграїцького 2006 року.
Виступав у Кубку України серед аматорів 2007 року. У складі команди того сезону виступали такі ветерани як Олег Жилін, Олександр Карабута і Олег Касторний, які мали досвід виступів за «Металіст» (Харків), а також інші клуби вищої та першої ліги.
В 1/8 фіналу команда з Донця у двоматчі поступилася ФК «Ніжин» — 1:5 (гол на рахунку Олексія Мякішева) на виїзді та 0:0 удома і вибула з боротьби.